# كنيسة القديس بولس (أبو ظبي)
كنيسة القديس بولس هي مبنى ديني تابع للكنيسة الكاثوليكية يقع في أبو ظبي، دولة الإمارات العربية المتحدة. وتكمن أهميتها في أنها ثاني كنيسة كاثوليكية تبنى في الإمارة منذ عام 1965، عندما بنيت كاتدرائية القديس يوسف.

## تاريخ
يعود تاريخها إلى نوفمبر 2011 عندما منحت البلدية أرضاً في منطقة المصفح الصناعية بعد مشاورات دامت 18 شهراً. وفي نفس العام وضع الحجر الأول للكنيسة. وافتتحت بحضور الشيخ نهيان بن مبارك آل نهيان والكاردينال بيترو بارولين في 12 يونيو 2015.